# アンリ・アルベール・ハルトマン

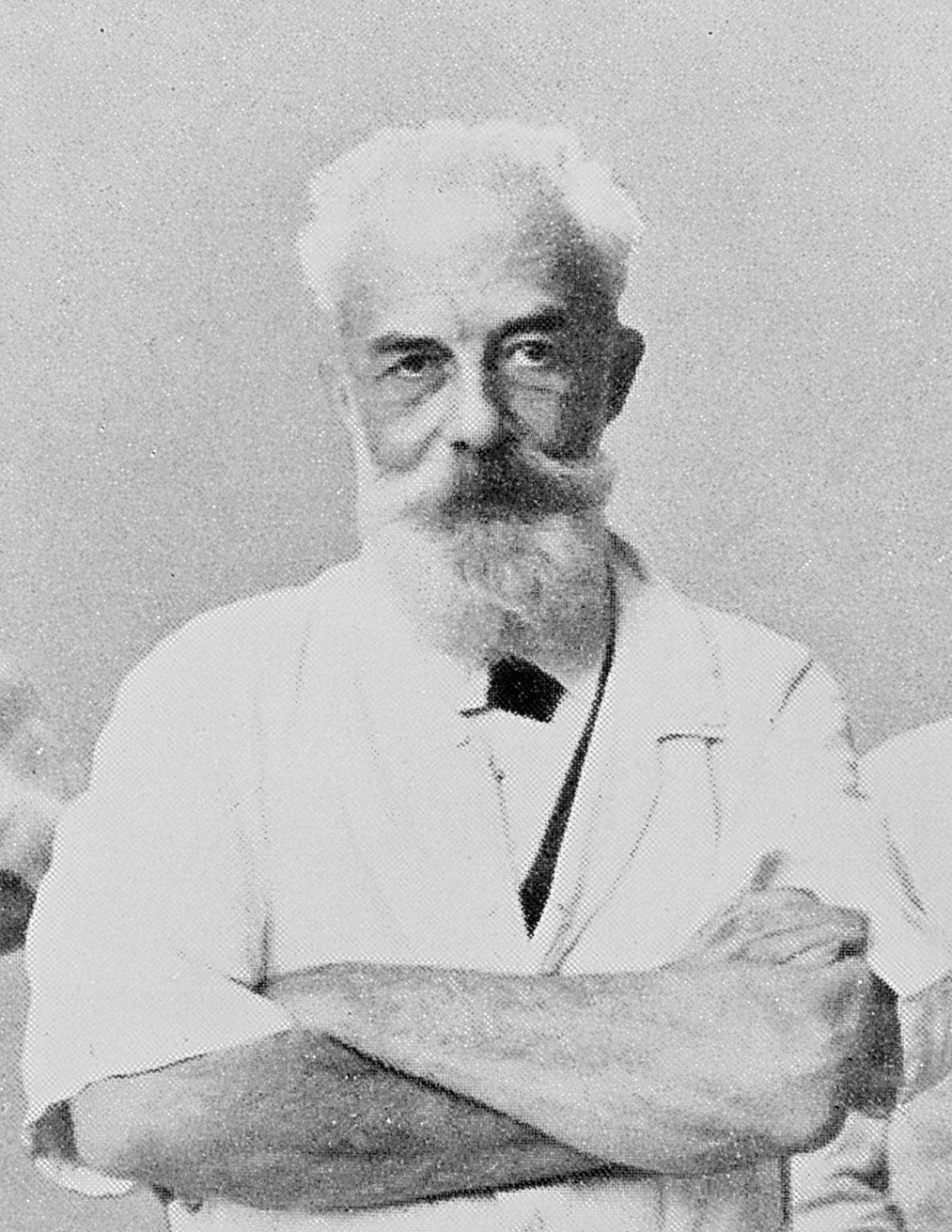
アンリ・ハルトマン（1920年）

アンリ・アルベール・シャルル・アントワーヌ・ハルトマン（ Henri Albert Charles Antoine Hartmann、 1860年6月16日 – 1952年1月1日）は、フランスの外科医。彼は、戦争による怪我から肩関節脱臼、消化器癌に至るまで、さまざまな主題に関して多数の論文を書いている。ハルトマンは、結腸癌と憩室炎のために彼が考案した2段階の結腸切除術であるハルトマン手術で最もよく知られている。

## ハルトマンの日
ハルトマンの日（毎年6月16日）
ハルトマンの日は、アンリ・アルベール・チャールズ・アントワーヌ・ハルトマン（1860年6月16日生まれ）による外科手術の案出を記念するもので、現在は多くの命を救ったハルトマン手術として知られている。
また、手術を行った人や、手術を受けようとしている、受けている、または受けたことがある患者を支援した人たちの記念日でもある。
術式の発表から100年を記念して2021年に設立された。

## 参照
- ハルトマン手術
- ハルトマンの臨界点
- ハルトマンの蚊鉗子
- ハルトマンのポーチ（胆嚢の頸部と胆嚢管の接合部にあって粘膜のひだを形成する胆嚢壁のアウトポーチ）